# Evandro Gonçalves
Evandro Gonçalves Oliveira Júnior (Rio de Janeiro, 17 de julho de 1990) é um ex-voleibolista indoor brasileiro que atuou na posição de oposto em clubes e nas categorias de base da seleção brasileira. Posteriormente, passou a atuar como atleta de voleibol de praia, tendo participado de uma edição do Campeonato Mundial Sub-21 em 2010, na Turquia, além de duas edições do Campeonato Mundial nos anos de 2013 e 2015, quando conquistou a medalha de bronze. Também foi medalhista de ouro na primeira edição do Campeonato Mundial Militar em 2014, na Alemanha, e medalhista de bronze na edição do World Tour Finals de 2015, nos Estados Unidos.

## Carreira
Nascido em Madureira, Zona Norte do Rio de Janeiro, tentou descobrir sua aptidão na prática desportiva logo cedo, não identificou-se com o futebol, também sem sucesso no basquete, por sinal sua mãe Ana foi ex-jogadora,  e assistindo uma partida de futsal, foi abordado por uma senhora para fazer teste para voleibol, mesmo sem muita empolgação ele aceitou devido ao incentivo de sua mãe; então fez o teste no Tijuca Tênis Clube.
Compareceu ao teste no Tijuca Tênis Clube encantando-se com a modalidade e ingressou nas categorias de base deste em 2004, na ocasião seu primeiro técnico foi Marcus Zeitone, quem o impulsionou a efetuar registro na federaçãoe em 2006 transferiu-se para o Fluminense F.C., permanecendo até o final de 2007 quando migrou para São Paulo para participar da tradicional e concorrida peneira do Banespa/Santander/São Bernardo, sendo aprovado, na época com 17 anos e medindo 1,99m, deixando seus pais para morar nesta cidade.
Atuando pelo elenco juvenil do São Bernardo/Santander, na posição de Oposto, conquistou o título do Campeonato Paulista Juvenil de 2008, sagrando-se bicampeão em 2009 e no mesmo ano foi terceiro colocado no Torneio Início da Federação Paulista de Volleyball também na categoria juvenil.
Ainda em 2009 foi pré-convocado para as categorias de base da Seleção Brasileira, depois convocado para avaliação para seleção juvenil e recebeu um convite para fazer um teste no Vôlei de Praia neste mesmo ano no Rio de Janeiro, aceitou prontamente  para ficar mais perto de seus pais  e de sua irmã Luana, além do  fato da amputação da perna do seu pai por causa da diabetes, já que o patrocinador do referido clube retirou-se.
Em 2010 foi convocado para Seleção Brasileira de Vôlei de Praia para disputar o Campeonato Mundial de Vôlei de Praia Sub-21, realizado em Alanya, Turquia, quando formou dupla com Jô Gomes, finalizando na vigésima quinta colocação.
No ano de 2010 disputou  etapas do Circuito Brasileiro Banco do Brasil de Vôlei de Praia Sub-21 ao lado de Felipe Terra, conquistando a quarta posição na etapa de Campina Grande e conquistaram o quarto lugar na Etapa Sub-21 do torneio na Academia Rio Sport Center, Barra da Tijuca, na etapa de São José atuou ao lado de Victor Palis e conquistaram o terceiro lugar na etapa de São José, Santa Catarina, também disputaram o qualifying em Maringá.
Jogou com Jefferson Santosa etapa de Vitoria do Circuito Banco do Brasil Sub-21 de 2010, alcançando o quarto lugare juntos conquistaram o título da etapa do Rio de Janeiro pelo Circuito Estadual Banco do Brasil 2010e  formou dupla com Rhooney Ferramenta na 5ª etapa do Uruguai do Circuito Sul-Americano de Vôlei de Praia 2010-11, na cidade de Montevidéu, finalizando com o vice-campeonato e ao lado de  Oscar Brandão disputou a 9ª etapa do Circuito Sul-Americano em Esmeraldas , Equador,  na qual foram campeões.
No Circuito Mundial de Vôlei de Praia de 2011 jogou uma etapa ao lado de Rodrigo Saunders, não obtendo classificação no Aberto de Brasília.Ao lado de Felipe Terra disputou etapas do Circuito Estadual Banco do Brasil de 2011, também formou dupla com Gustavo Carvalhaes, juntos obtiveram o título da Etapa do Rio de Janeiro do Circuito Estadual Banco do Brasil de 2011.
Com Vitor Felipe conquistou o terceiro lugar na etapa de Brasília do Circuito Estadual Banco do Brasil de 2011.Já formou dupla com Marcus Carvalhaes, e pelo Circuito Brasileiro de Vôlei de Praia de 2011 competiu ao lado de Harley Marquesna conquista do terceiro lugar na etapa de Fortaleza e  com Oscar Brandão  alcançou o quarto lugar na etapa de Aracaju e foi premiado como a Revelação do Circuito Banco do Brasil de 2011 , e com este atleta disputou a edição dos Jogos Sul-Americanos de 2011, realizados em Manta, Equador, válida pelo Circuito Sul-Americano, finalizando em quinto lugar.
Em 2012 representou o país na edição do Continental Cup e contribuiu para o país conquistar o título ao lado de Gustavo Carvalhaes.
Com Vitor Felipe foi terceiro lugar na etapa de Rio de Janeiro  e também na de Brasíliae quarto lugar na etapa de Belo Horizonte e na etapa de Cuiabá, e ao lado de Harley Marques alcançou o quarto lugar na etapa de João Pessoa e  título na etapa de Recife.
No Circuito Mundial de 2012 competiu com Harley  e com  este obteve as seguintes posições nas etapas do Circuito Mundial: não pontuaram nos Grand Slams de Xangai, Pequim, Moscou, Roma, Gstaad, Berlim e Klagenfurt, alcançaram a trigésima terceira colocação no Aberto de Myslowice a vigésima quinta posição no Aberto de Praga e o quinto lugar no Aberto de Brasília. No mês de agosto de 2012 faleceu o pai de Evandro , devido as complicações do diabetes.
Na temporada de 2013 iniciou com mais uma perda de um ente querido de Evandro, desta vez foi seu amigo Fábio, vítima de acidente de moto; e nesta formou parceria com Vitor Felipe e conquistaram o título da Etapa de Vinã del Mar no Chile do Circuito Sul-Americano 2012-13, conquistando com este atleta o título da etapa de Vitória do Circuito Brasileiro banco do Brasil 2013-14 e o terceiro lugar na etapa de Recife.
Ainda com Vitor Felipe disputou as etapas do Circuito Mundial de 2013, ocupando a trigésima terceira colocação no Grand Slam de Roma,  vigésima quinta colocação nos Grand Slams de Haia e São Paulo, décimo sétimo lugar no Grand Slam de Gstaad, nona posição no Aberto de Fuzhou e no Grand Slam de Long Beach, a quinta colocação no Campeonato Mundial de Vôlei de Praia de 2013 sediado em Stare Jablonki, Polônia, mesmo posto obtido nos Grand Slams de Corrientes, Xiamen  e Xangai e o título no Grand Slam de Berlim e a ultima etapa conquistou o vice-campeonato no Grand Slam de Moscou ao lado de Emanuel Rego .
Em janeiro de 2014 faleceu sua namorada Juliete Ferrari, vítima de uma infecção, contou com o apoio do seu técnico Ednilson Costa Júnior, que de certa forma exercia um papel de pai.Continuou formando dupla com Vitor Felipe, e disputaram a primeira edição do Campeonato Mundial Militar de Vôlei de Praia de 2014, sediado em Warendorf, na Alemanha, fazendo história como os primeiros medalhistas de ouro na modalidade e com ele obteve o nono lugar na Etapa do Circuito Sul-Americano 2014-15, o trigésimo terceiro lugar no Aberto de Fuzhou, a vigésima quinta colocação no Grand Slam de Haia , o décimo sétimo lugar nos Grand Slams de Berlim, Klagenfur e Stare Jablonki, a nona posição nos Grand Slams de Xangai, Gstaad, Long Beach e São Paulo e o quinto lugar no Grand Slam de Moscou.
No Circuito Brasileiro de 2014-15 foi quinto colocado na etapa de Niterói ao lado de Vitor Felipe e com este foi também terceiro colocado na etapa de  Vitória  e  quarto colocado na etapa de João Pessoa, já ao lado de Pedro Solberg alcançou o quarto lugar  na etapa de São José e os títulos nas etapas de Fortaleza e também na  etapa de Jaboatão dos Guararapes, sendo premiado como Melhor Atacante e Melhor Sacador da edição.
No Circuito Mundial de 2015 ratificou parceria ainda com Pedro Solberg e obtiveram os resultados: nono lugar nos Grand Slams de São Petersburgo , Yokohama, Long Beach e Olsztyn, assim como no Aberto do Rio de Janeiro,  quinto lugar nos Major Series de Porec e Gstaad, além do vice-campeonato no Grand Slam de Moscou e o título do Major Series de Stavanger; disputou a edição do Campeonato Mundial de Vôlei de Praia de 2015, sediado em Haia, Holanda, ocasião que foi medalhista de bronze e recebeu os prêmios de Melhor Sacador e o dono do Saque mais rápido da edição e com Pedro sagrou-se também medalhista de bronze no World Tour Finals no mesmo ano Fort Lauderdale, nos Estados Unidos e também foi eleito Melhor Sacador do Circuito Mundial, finalizando na quarta posição geral do ranking final do Circuito Mundial de 2015 e com a dupla na sétima posição
Com Pedro Solberg conquistou em 2015 o título do Desafio  Melhores do Mundo Brasil x Estados Unidos e foi bronze na edição do SuperPraia 2015 realizado em Maceió.Pelo Circuito Brasileiro  Open de 2015-16 também jogou ao lado de Pedro Solberg, alcançando juntos o bronze na etapa de Curitiba   e vice-campeão na etapa de Contageme o título na etapa de etapa de Goiânia, eleito o Melhor Sacador do Circuito Brasileiro Banco do Brasil mencionado .Ao lado de Pedro Solberg obteve a qualificação para a edição dos Jogos Olímpicos de Verão de 2016, realizado no Rio de Janeiro,  mas foram eliminados nas oitavas de final, finalizado na nona posição.
Evandro é casado com Jéssica Matias e com Pedro Solberg conquistou no Circuito Brasileiro o vice-campeonato do SuperPraia 2016, em João Pessoa, Paraíba, além disso foram vice-campeões da etapa de Maceió.Eles até o momento obtiveram pelo Circuito Mundial de 2016:a nona posição no Aberto de Fortaleza, Grand Slam, de Moscou e no Major Series de Hamburgo, também ocuparam a quinta posição no Grand Slam de Olsztyn e no Major Series de Porec, o segundo lugar no Grand Slam do Rio, além dos títulos do Major Series de Gstaad e Grand Slam de Long Beach.
Em 2017 jogando com André Stein obteve na correspondente FIVB World Tour Finals disputada em Hamburgo alcançou a medalha de pratae conquistou a medalha de bronze na segunda edição do Campeonato Mundial de Vôlei de Praia realizado no Rio de Janeiro.
Foi eleito novamente como melhor sacador do Circuito Mundial de 2018.

## Títulos e resultados
- Etapa do Grand Slam de Long Beach:2016[26]
- Etapa do Major Series de Gstaad:2016[26]
- Etapa do Major Series de Stavanger:2015[26]
- Etapa do Grand Slam de Berlim:2013[26]
- Etapa do Grand Slam do Rio de Janeiro:2015[26]
- Etapa do Grand Slam de Moscou:2015[26]
- Etapa do Grand Slam de Moscou:2013[26]
- Continental Cup de Vôlei de Praia:2012[55]
- Etapa do Chile do Circuito Sul-Americano de Vôlei de Praia:2012-13[58]
- Etapa do Equador do Circuito Sul-Americano de Vôlei de Praia:2010-11[39]
- Etapa do Equador do Circuito Sul-Americano de Vôlei de Praia:2010-11[40]
- Desafio  Melhores do Mundo Brasil-Estados:2015[69]
- Etapa de Goiânia do Circuito Brasileiro Banco do Brasil Open:2015-16[39]
- Etapa de Vitória do Circuito Brasileiro Banco do Brasil:2013-14[49]
- Etapa de Maceió do Circuito Brasileiro Banco do Brasil:2016-17[39]
- Etapa de Contagem do Circuito Brasileiro Banco do Brasil:2015-16[39]
- Etapa de Curitiba do Circuito Brasileiro Banco do Brasil:2015-16[49][39]
- Etapa de Vitória do Circuito Brasileiro Banco do Brasil:2014-15[49]
- Etapa do Brasília do Circuito Brasileiro Banco do Brasil:2013-14[49]
- Etapa do Brasília do Circuito Brasileiro Banco do Brasil:2012-13[57]
- Etapa do Recife do Circuito Brasileiro Banco do Brasil:2012-13[49]
- Etapa do Rio de Janeiro do Circuito Brasileiro Banco do Brasil:2012[49]
- Etapa de Fortaleza do Circuito Brasileiro Banco do Brasil:2011[49]
- Etapa de São José do Circuito Brasileiro Banco do Brasil:2014-15[26]
- Etapa de João Pessoa do Circuito Brasileiro Banco do Brasil:2012[49],2014-15[49]
- Etapa de Belo Horizonte do Circuito Brasileiro Banco do Brasil:2012[49]
- Etapa de Cuiabá do Circuito Brasileiro Banco do Brasil:2012[49]
- Etapa de Aracaju do Circuito Brasileiro Banco do Brasil:2011[39]
- Etapa de Brasília do Circuito Estadual Banco do Brasil:2011[39]
- Etapa do Rio de Janeiro do Circuito Estadual Banco do Brasil:2010[39], 2011[43]
- SuperPraia A:2016[39]
- SuperPraia A:2015[39]
- Etapa de Santa Catarina do Circuito Brasileiro Banco do Brasil Sub-21:2010[33]
- Etapa do Espírito Santo do Circuito Brasileiro Banco do Brasil Sub-21:2010[36]
- Etapa do Paraiba do Circuito Brasileiro Banco do Brasil Sub-21:2010[29]
- Torneio da Academia Rio Sport Center de Vôlei de Praia Sub-21:2010[31]
- Campeonato Paulista Juvenil:2008[10], 2009[11]
- Torneio Início da Federação Paulista de Volleyball Juvenil: 2009[12]

## Prêmios individuais
- Melhor Sacador do Circuito Brasileiro de Vôlei de Praia de 2018-19
- Melhor Sacador do Circuito Mundial de Vôlei de Praia de 2018[78]
- Melhor Sacador do Circuito Brasileiro de Vôlei de Praia de 2017-18
- Melhor Sacador do Circuito Brasileiro de Vôlei de Praia de 2016-17
- Melhor Sacador do Circuito Mundial de Vôlei de Praia de 2015[39]
- Melhor Sacador do Campeonato Mundial de Voleibol de Praia de 2015[39]
- Saque Mais Rápido do Campeonato Mundial de Voleibol de Praia de 2015[39]
- Melhor Sacador do Circuito Brasileiro de Vôlei de Praia de 2015-16[39]
- Melhor Atacante do Circuito Brasileiro de Vôlei de Praia  de 2014-15[39]
- Revelação do Circuito Brasileiro de Vôlei de Praia  de 2011[39]